# Western Arm (Jeddore Harbour)
Western Arm – zatoka (arm) zatoki Jeddore Harbour w kanadyjskiej prowincji Nowa Szkocja, w hrabstwie Halifax; nazwa urzędowo zatwierdzona 14 października 1921.